# Szlarogłówka południowa
Szlarogłówka południowa (Ptilopsis granti) – gatunek średniej wielkości ptaka z rodziny puszczykowatych (Strigidae), podrodziny puszczyków. Występuje w południowej połowie Afryki. Nie jest zagrożony wyginięciem.

## Taksonomia
Po raz pierwszy gatunek opisał Paul Kollibay w 1910. Holotyp pochodził z Namibii. Kollibay nadał szlarogłówce południowej nazwę Pisorhina leucotis granti, tym samym uznając ją za podgatunek szlarogłówki północnej (P. leucotis). Obecnie (2020) Międzynarodowy Komitet Ornitologiczny uznaje P. granti za osobny, monotypowy gatunek. Od szlarogłówki północnej szlarogłówka południowa różni się głosem i sekwencją DNA.

## Morfologia

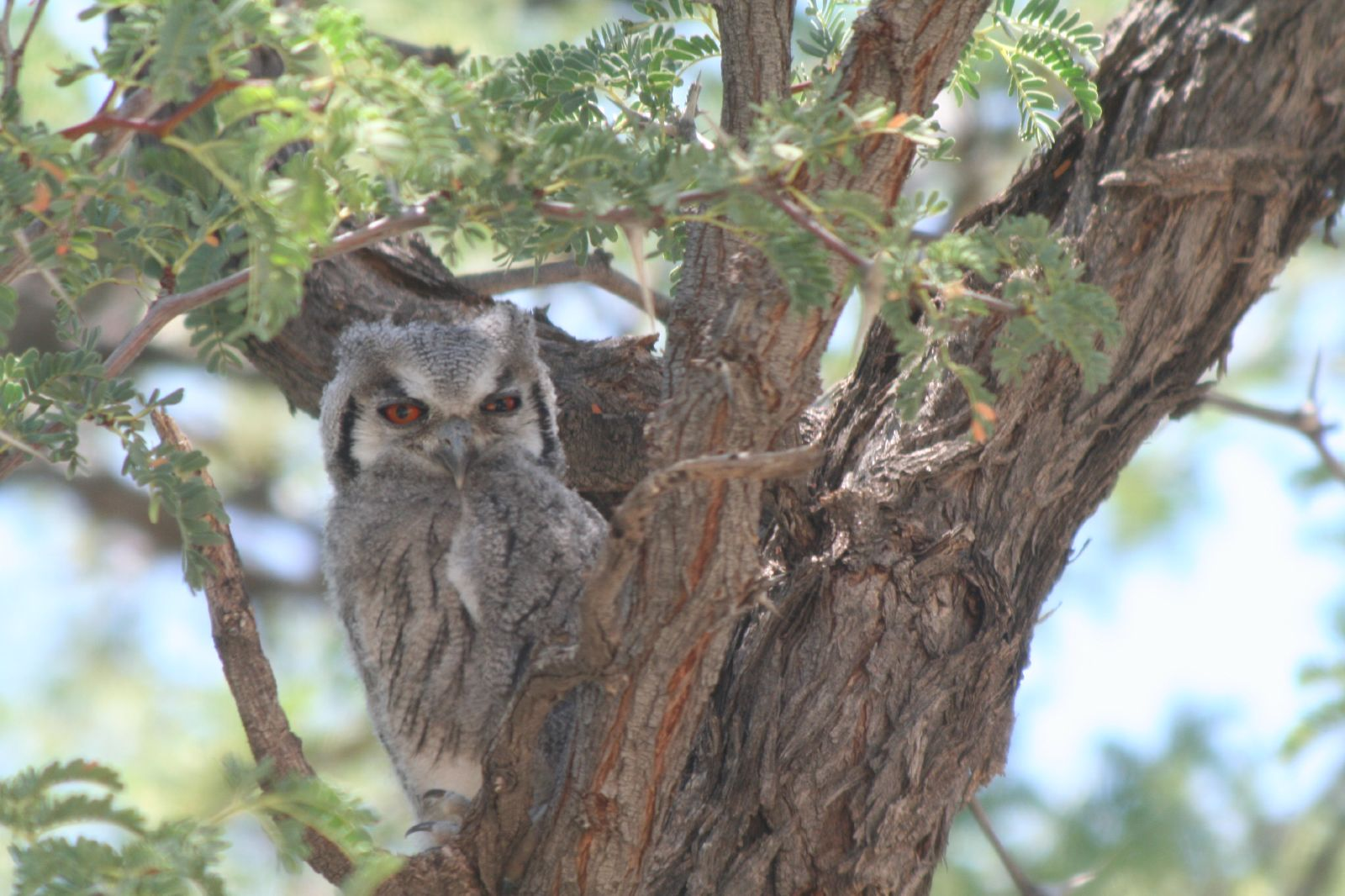
Osobnik sfotografowany w Namibii

Długość ciała szlarogłówki południowej mieści się w przedziale ok. 22–24 cm. Znane masy ciała samców to 185–240 g, samic – 225–275 g; jeden osobnik nierozpoznanej płci ważył 276 g. W porównaniu do szlarogłówki północnej upierzenie P. granti jest ciemniejsze, bardziej szare (mniej w nim odcieni ochry). Wymiary szczegółowe: długość skrzydła 191–206 mm, ogona – 88–100 mm. U osobników dorosłych ogół upierzenia niemal jednolicie szary z wyraźnymi czarnymi znaczkami. Szlara prawie biała, posiada kontrastowe, czarne krawędzie. Pęczki piór nad oczami przybierają ten sam kolor co wierzch głowy, jednak bez widocznych czarnych zakończeń czy stosin – zamiast tego pęczki zdobią czarne paski i prążki. Tył głowy i kark wyróżniają wyraźnie czarne stosiny piór i drobne prążki. Wierzch ciała mniej więcej jednolicie szary, nie widać na nim śladów brązu czy ochry. Zewnętrzne chorągiewki barkówek białe z czarną krawędzią, która tworzy na złożonym skrzydle czarną linię na ramieniu. Pokrywy skrzydłowe w wyższej części skrzydła posiadają czarne paski. Na lotkach i sterówkach można dostrzec paski z jaśniejszego i ciemniejszego odcienia szarości. Spód ciała porastają jasnoszare pióra o czarnych stosinach i delikatnych, ciemnych prążkach; są one mniej widoczne niż u szlarogłówki północnej. U dorosłych tęczówka może mieć barwę od czerwonopomarańczowej do czerwonej. Osobniki młode mają oczy żółtoszare, przed opierzeniem się żółcieją. Dziób o barwie kremowej. Nieopierzone części stóp szarobrązowe.

## Zasięg występowania
Zasięg występowania szlarogłówki południowej obejmuje w okolicy swej północnej granicy południowo-wschodni Gabon, centralne Kongo, południową Demokratyczną Republikę Konga, południową Ugandę i południowo-zachodnią Kenię. Dalej na południe ciągnie się po południową Namibię oraz centralne i północno-wschodnie RPA. BirdLife International szacuje, że zasięg występowania P. granti obejmuje 9,52 mln km².

## Ekologia
Szlarogłówka południowa zasiedla głównie obszary porośnięte ciernistymi drzewami, z rzadka zarośniętym podłożem; oprócz tego odwiedza podmiejskie ogrody, obszary trawiaste i półpustynne zakrzewienia, zwykle w pobliżu cieków lub wyizolowanych zadrzewień. Unika gęstych lasów deszczowych i bezdrzewnych pustyń. Jest gatunkiem aktywnym wyłącznie nocą. Pieśń P. granti rozpoczyna się gwałtownym, przerywanym, jąkliwym trylem, po którym następuje czysty, długi dźwięk hhhhhhh-hooh, powtarzany co kilka sekund.
Pożywieniem P. granti są ssaki – w tym gryzonie (jak myszorówka natalska i wiewiórki) i ryjówki, ptaki do rozmiarów synogarlicy senegalskiej (Streptopelia senegalensis) oraz bezkręgowce – ćmy, chrząszcze, skorpiony, solfugi i pająki.

### Lęgi
Za gniazdo szlarogłówkom południowym służą naturalne dziuple w pniach lub grubych konarach drzew; według Roberts - Birds of southern Africa ptaki te zakładają także gniazda w już gotowych gniazdach z gałęzi, z których wypędzają szponiaste, np. krogulce małe (Accipiter badius), krogulce szare (Accipiter ovampensis) i jastrzębiaki małe (Micronisus gabar) – nawet nim te zdążą złożyć jaja. Na początku sezonu lęgowego samce intensywnie śpiewają, zwłaszcza o zmierzchu, głosy niosą się po okolicy również nocą. Podczas zalotów ptaki odzywają się w duecie. Później samica odpowiada samcowi słabym krzykiem. W zniesieniu przeważnie znajdują się 2 lub 3 jaja o czysto białej skorupce; wymiary jaja to 38,1–42,4 na 31,3–34,5 mm (nieco więcej niż u szlarogłówki północnej). Przeważnie okres składania jaj wypada na maj–listopad, gdzieniegdzie ze szczytowym momentem sezonu w porze suchej od czerwca do sierpnia. Samica wysiaduje jaja sama przez około 30 dni, w tym czasie samiec dostarcza jej pożywienie. Po około czterech tygodniach młode są w pełni opierzone, po kolejnych kilku dniach potrafią już latać. Przez co najmniej dwa tygodnie są jeszcze pod opieką rodziców.

## Status zagrożenia
IUCN uznaje szlarogłówkę południową za gatunek najmniejszej troski (LC, Least Concern). Liczebność populacji nie została oszacowana, ale ptak ten opisywany jest jako lokalnie pospolity po niezbyt pospolity. BirdLife International ocenia trend liczebności populacji jako spadkowy ze względu na utratę siedlisk leśnych.